# Kévin Page
Kévin Page (* 21. April 1975 in Le Monêtier-les-Bains) ist ein ehemaliger französischer Skirennläufer. Seine Spezialdisziplin war der Slalom.

## Biografie
Erste internationale Erfahrungen sammelte Page bei den Juniorenweltmeisterschaften 1993 und 1994. In der Saison 1995/96 ging der Franzose erstmals im Weltcup an den Start, erreichte aber noch in keinem Rennen das Ziel. Besser erging es ihm im Europacup, wo er in der Saison 1995/96 in sechs Slaloms unter die besten zehn fuhr und im Endklassement Rang neun im Slalom belegte. 1996 wurde er zudem französischer Meister in der Kombination.
Seine ersten Weltcuppunkte gewann Page im Slalom von Kranjska Gora am 6. Januar 1997, wo er Rang 13 belegte. In der Saison 1996/97 konnte er sich noch weitere dreimal unter den besten zwanzig platzieren. In der Saison 1997/98 war sein bestes Resultat Rang 15 im Slalom von Veysonnaz, weitere zweimal kam er in die Punkteränge. In der Saison 1998/99 konnte er nur einmal im Weltcup punkten (13. Platz im Slalom von Sestriere) und im folgenden Winter kam er überhaupt nie in den zweiten Durchgang. Daher startete er in den kommenden beiden Saisonen ausschließlich im Europacup.
In der Saison 2002/03 kehrte Page in den Weltcup zurück und erreichte am 16. Dezember 2002 im KO-Slalom von Sestriere Rang neun – sein bestes Weltcupergebnis. Bei den Weltmeisterschaften 2003 in St. Moritz belegte er überraschend als bester Franzose den 14. Slalomrang. In der Saison 2003/04 schaffte er es nie bis in den zweiten Durchgang und er bestritt sein letztes Weltcuprennen am 15. Februar 2004. Danach war er noch in einigen FIS-Rennen am Start, ehe er bei den Französischen Meisterschaften 2004 sein letztes Rennen fuhr.
In sieben Weltcupsaisonen bestritt Page insgesamt 47 Slaloms und 3 Riesenslaloms, musste aber ständig um die Qualifikation für den zweiten Durchgang kämpfen und erreichte schließlich nur achtmal die Punkteränge.

## Erfolge

### Weltmeisterschaften
- St. Moritz 2003: 14. Slalom

### Weltcup
- Eine Platzierung unter den besten zehn, weitere viermal unter den besten fünfzehn

### Europacup
- Zwei Podestplätze

### Juniorenweltmeisterschaften
- Monte Campione 1993: 18. Super-G, 30. Slalom, 42. Abfahrt
- Lake Placid 1994: 13. Riesenslalom, 23. Abfahrt, 30. Super-G

### Weitere Erfolge
- Französischer Meister in der Kombination 1996
- 7 Siege in FIS-Rennen (ab 1994/95)